# 克拉亚
克拉亚（德語：Kraja，發音：[ˈkʁaːja]）是德国图林根州诺德豪森县曾经的一个市镇，面积4.43平方千米，2017年12月31日人口为301人。2019年1月1日，克拉亚与另外7个市镇并入市镇布莱谢罗德。